# Facelis
Facelis là một chi thực vật có hoa trong họ Cúc (Asteraceae).

## Loài
Chi Facelis gồm các loài: